# 恒生(兆保)國際
Hang Sang (Siu Po) International Holding Company Limited，簡稱恒生(兆保)國際控股，以及恒生(兆保)國際（港交所：3626），在1994年，於香港（總部）成立「A W Printing & Packaging Limited」直至在1997年，由主席馮文偉和馮文錦兄弟收購。
1999年，由上述2人創辦Hang Sang (Siu Po) Press Company Limited（「恆生 (兆保) 印務有限公司」）。
業務在全球經營服裝標籤及包裝印刷產品的製造及銷售。
股份在2016年5月18日於港交所主板上市，招股價介乎1.1至1.36港元，發行4600萬股，集資最多6256萬港元。

## 外部連結
- hangsangpress.com （页面存档备份，存于）